# Робинсон, Томас, 2-й барон Грэнтем
Томас Робинсон, 2-й барон Грэнтем (англ. Thomas Robinson, 2nd Baron Grantham; 30 ноября 1738, Вена, эрцгерцогство Австрия, Священная Римская империя — 20 июля 1786) — британский аристократ, государственный деятель и пэр Великобритании. 2-й барон Грэнтем с 30 сентября 1776. Депутат Палаты общин в 1761—1770. Вице-камергер королевского двора (1770—1771), первый лорд торговли (1780-1782) и министр иностранных дел Великобритании (1783—1791).

## Происхождение и образование
Томас Робинсон родился в Вене, в семье Томаса Робинсона, 1-го барона Грэнтэма, посла Великобритании в Австрии, на тот момент, и его жены Фрэнсис, дочери Томаса Уорсли. Он получил образование в Вестминстерской школе и в колледже Христа в Кембридже.

## Политическая карьера
Робинсон вошёл в парламент в качестве депутата от Крайстчерча в 1761 году и стал пэром после смерти своего отца в 1770 году. В том же году он был назначен в Тайный совет. В 1771 году он был отправлен послом Великобритании в Испанию и сохранял этот пост до тех пор, пока в 1779 году не разразилась война между Великобританией и Испанией. В 1772 году, находясь в Летнем испанском дворе в Аранхуэсе, он получил корреспонденцию от Рикардо Уолля, министра иностранных дел Испании. С 1780 по 1782 год барон Грэнтем был председателем Совета по торговле, а с июля 1782 по апрель 1783 года министром иностранных дел в кабинете лорда Шелберна.

## Брак и потомство
В 1780 году лорд Грэнтем женился на леди Мэри Йорк (1757–1830), младшей дочери Филипа Йорка, 2-го графа Хардвика и его жены леди Джемаймы Кэмпбелл (1723–1797), suo jure 2-й маркизы Грей, дочери Джона Кэмпбелла, 3-го графа Бредалбейна и Холланд и его жены леди Амабель Грей, дочери Генри Грея, 1-го герцога Кентского (1671–1740).
В 1740 году тйща лорда Грэнтема, леди Джемайма Кэмпбелл (1723–1797), стала 2-й маркизой Грей, благодаря особому остатку после смерти её деда, по материнской линии, Генри Грея, 1-го герцога Кентского, 1-го маркиза Грея, 3-го барона Лукаса. Поскольку у неё не было наследников мужского пола, титул позднее угас после её смерти в 1797 году, но в 1816 году её старшая дочь леди Амабель Йорк (1750–1833) (жена Александра Хьюма-Кэмпбелла, лорда Полварта) была назначена графиней де Грей в её собственном праве.
Лорд Грэнтем и его жена жили в Грэнтем-хаусе в Уайтхолл-ярде, Вестминстер. У них было двое сыновей:
- Томас де Грей, 2-й граф де Грей, старший сын и наследник. Он родился как Томас Филип Робинсон, его фамилия была Уэдделл с 1803 года и де Грей с 1833 года;
- Фредерик Джон Робинсон, 1-й виконт Годрич, 1-й граф Рипон (1782–1859), премьер-министр Великобритании в 1827 и 1828 годах.

## Смерть
2-й барон Грэнтем скончался 20 июля 1786 года в возрасте всего 46 лет, и титул барона наследовал его старший сын Томас де Грей, 2-й граф де Грей. Его вдова продолжала жить в Грэнтем-хаусе до самой своей смерти в январе 1830 года в возрасте 72 лет.